# 主題と変奏 (メシアン)
主題と変奏（しゅだいとへんそう、フランス語: Thème et variations）は、オリヴィエ・メシアンが作曲したヴァイオリンとピアノのための楽曲。作品では最も初期に当たり、また比較的親しみやすい作品となっている。

## 概要
1932年に最初の妻でヴァイオリン奏者のクレール・デルボスと結婚した際に、デルボスへの結婚の贈り物としてパリで作曲された。楽譜の最初には「ミのために」と書かれており、これはデルボスを「ミ」という愛称で呼んでいたためである。
初演は同年の11月のパリで、音楽サークルのドビュッシー・サロンにおいてメシアンのピアノとデルボスのヴァイオリンによって行われた。のちに楽譜はルデュック社から出版された。

## 構成
主題と5つの変奏から構成されている。各変奏はアタッカでつなげられている。演奏時間は約9分。
主題 モデレ（モデラート）
第1変奏 モデレ
ピアノが先行し、中間部でペダルを多用した幻想的な響きの世界が繰り広げられる。
第2変奏 モデレ、少し動きをもって
ジーグ風なリズムを持ったスケルツォ的な変奏で、3声の対位法で主題を構成する3つの要素が同時に弾かれる。
第3変奏 モデレ、煌びやかに
華麗な変拍子楽章である。
第4変奏 活き活きと、かつ情熱的に
第5変奏 とてもゆっくりと
レガーティッシモと指定され、1オクターヴに上げられた冒頭主題がffffの強奏で高らかに響き渡る。最後はpppとなってひっそりと消えてゆく。